# 呂炎律
呂炎律（?—?），雲南省大理府雲南縣人，清朝政治人物、進士出身。
光緒九年（1883年），参加癸未科殿試，登進士二甲22名。同年五月，著以主事分部学习。